# Polystachya retusiloba
Espèce
Synonymes
- Polystachya ligulifolia Summerh.[1]

Polystachya retusiloba Summerh. est une espèce de plantes à fleur de la famille des Orchidaceae (les orchidées) du genre Polystachya, observée au Cameroun, en République démocratique du Congo et au Rwanda. Sur la liste rouge de l'UICN, elle apparaît comme une plante menacée (EN).

## Distribution
Au Cameroun des spécimens ont été collectés à Bakong dans la région de l'Ouest, à Nyombé dans celle du Littoral. D'autres ont été prélevés en République démocratique du Congo et au Rwanda.

## Habitat
C'est une plante épiphyte présente dans les forêts submontagnardes et montagnardes et les forêts-galeries rocheuses, à des altitudes allant de 250 à 1 500-2 300 m.